# Burens
Burens är en by i Ludvika socken i Ludvika kommun, omkring 3 km nordväst om Ludvika. Mellan 2005 och 2023 avgränsade SCB här en småort. Byn är belägen på en höjd intill sjön Burtjärnen, inte långt från riksväg 66 och länsväg 245 i riktning mot Grangärde. Nästa större samhälle är Sörvik.